# Spirituals Singers Band
Spirituals Singers Band – polska grupa wokalna wykonująca m.in. gospel, standardy muzyki jazzowej i rozrywkowej oraz kolędy powstała w 1978 roku we Wrocławiu pod przewodnictwem kompozytora i aranżera Włodzimierza Szomańskiego. Do dziś zespół występuje z koncertami w całym kraju.

## Działalność
Do pierwszej połowy lat 90. XX wieku współpracowała z grupą instrumentalną, obecnie zaś prezentuje repertuar a cappella. W swym długoletnim okresie działalności grupa koncertowała m.in. w Niemczech, Francji, Włoszech, Holandii, Litwie, Rosji i Czechach oraz podczas festiwali Jazz Jamboree, Złota Tarka, Festival International de Chant Choral, Unsere Zeit, Festiwal Piosenki w Sopocie, Wratislavia Cantans oraz Międzynarodowym Festiwalu Chóralistyki Jazzowej.

## Nagrody i wyróżnienia
Zespół otrzymał również nagrody m.in. za dokonania artystyczne uhonorowany został nagrodą im. Vacka – Wacka Kisielewskiego, natomiast przez czasopismo Jazz Forum mianowany tytułem najlepszej polskiej jazzowej grupy wokalnej oraz Nagrodą Artystyczną Polskiej Estrady "Prometeusz 2000".

## Wypadek
1 maja 2014 w drodze na koncert w Sanktuarium św. Józefa w Siedlcach (zespół miał wystąpić z koncertem-misterium pt. "Santo Subito Litania do polskich Świętych"), bus z członkami zespołu uległ wypadkowi na drodze krajowej nr 2, między Kałuszynem a Siedlcami, w miejscowości Bojmie. W wypadku zginął lider zespołu Włodzimierz Szomański. Sześć innych osób zostało rannych. 

## Dyskografia
- Spirituals Singers Band (1984), LP Polskie Nagrania XL 69300489
- Fare you Well – Live (1989), LP, MCS Weltklang prod. Sat. No. 84500189
- Kolędy z Różnych Stron Świata (1991), MCS Jedność 029
- Spiritual Singers Band (1994) – Live, KOCH CD 338512 MCS 338514
- Pastorałka (1996), KOCH CD 339002 MCS 339004
- Men From The East (1997), KOCH CD 3-3878-2 MCS 3-38788-4
- Good News (1999), KOCH CD 5-2104-2
- Missa Gospel's (2001), Studio DR (Wisła)
- 25 lat Spirituals Singers Band (2004)
- Madonny Jana Pawła II (2005)
- Litania do Świętych Polskich - Santo Subito (2008)
- Oku-la-la-ry (2015)

## Galeria

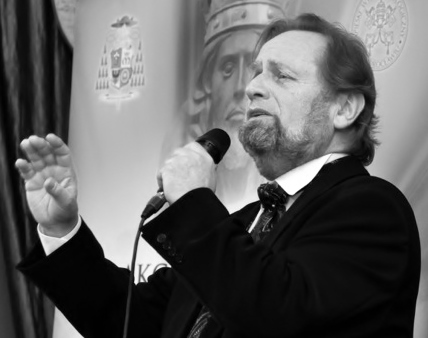
Włodek Szomański (1948-2014)
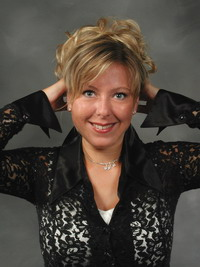
Anna Majkut
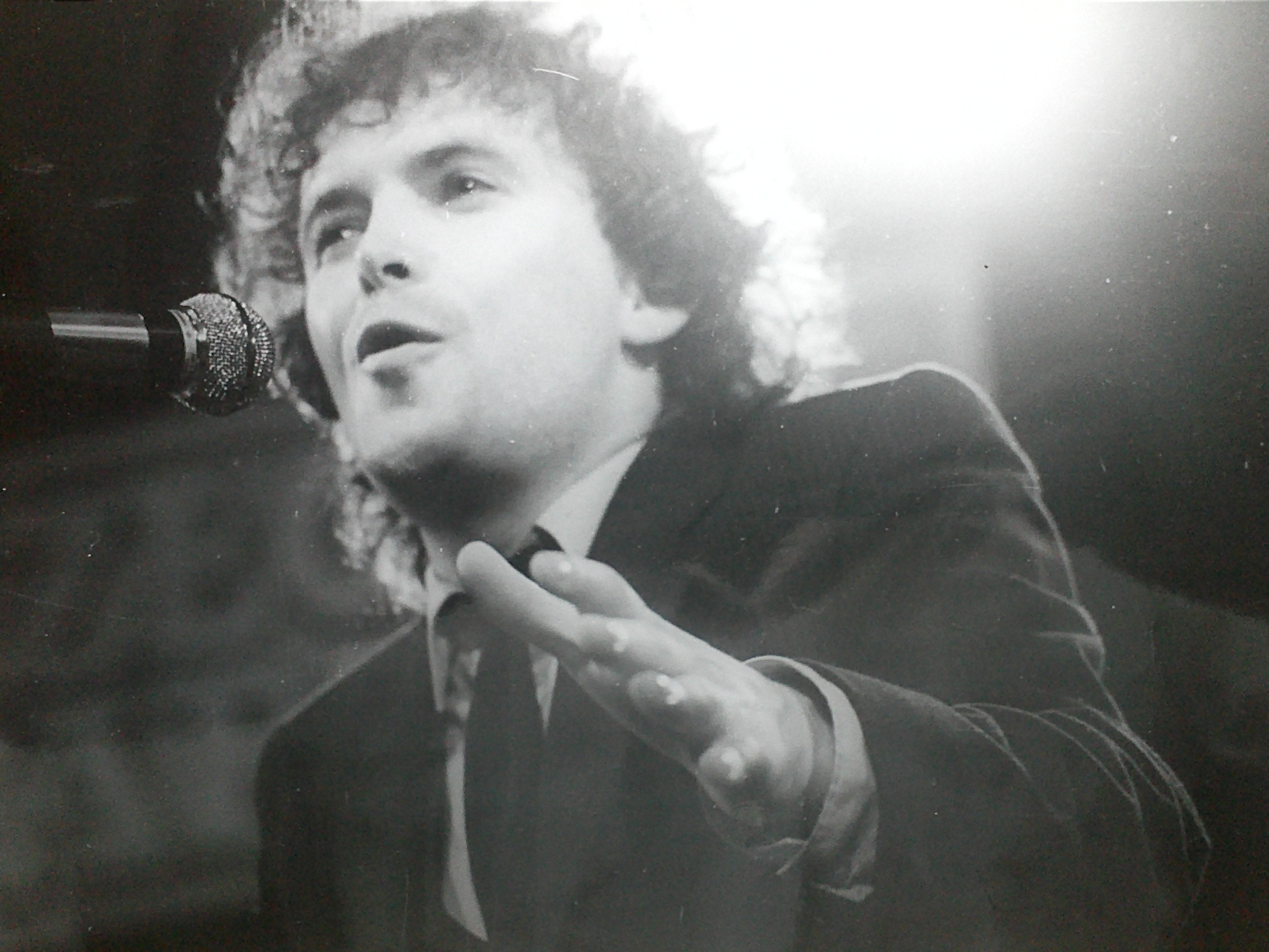
Janusz Cedro
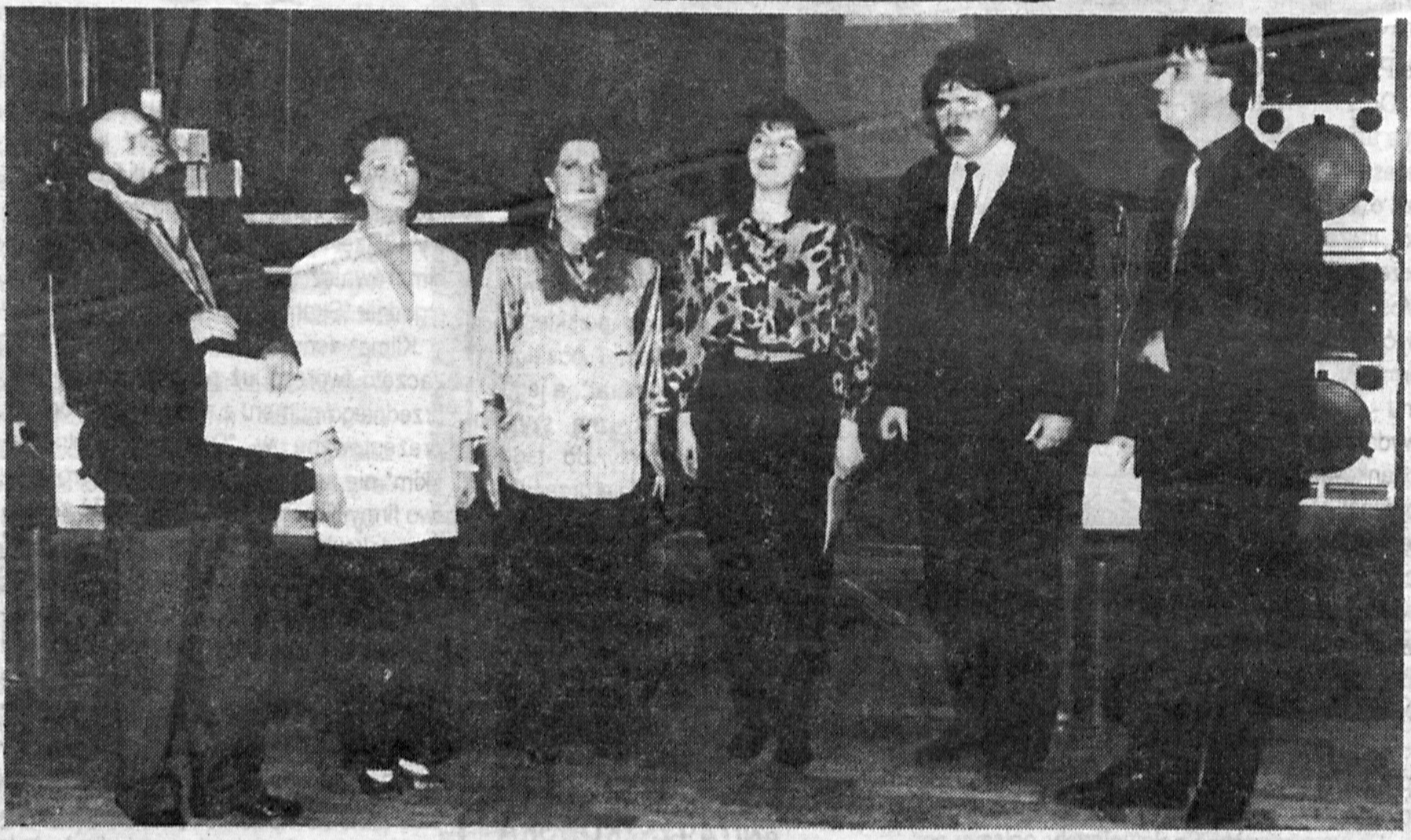
Spirituals Singers Band - rok 1991
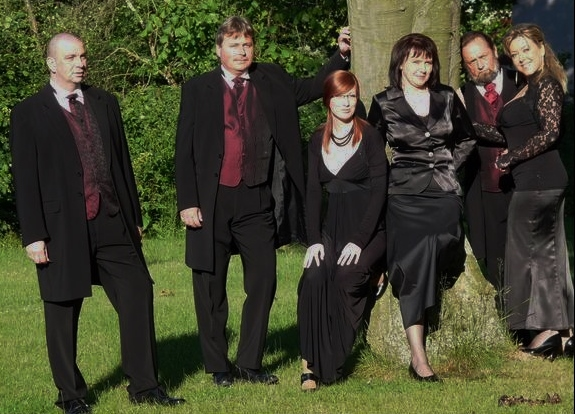
Spirituals Singers Band - rok 2009
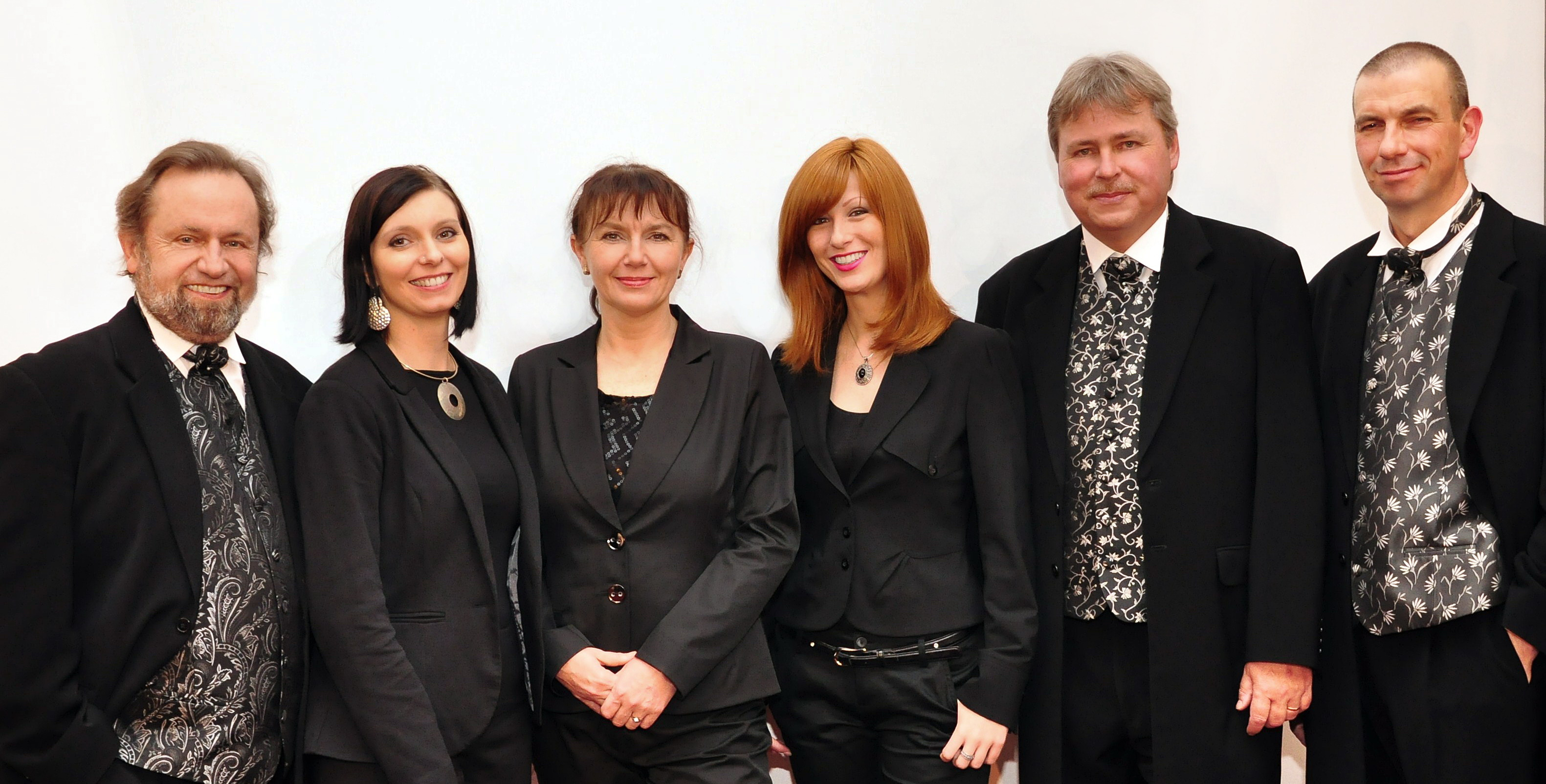
Spirituals Singers Band - rok 2013